# Aglymbus janeiroi
Aglymbus janeiroi là một loài bọ cánh cứng trong họ Bọ nước. Loài này được Nilsson miêu tả khoa học năm 2001.